# 新因古爾卡
47°13′57″N 32°1′22″E / 47.23250°N 32.02278°E
新因古爾卡（烏克蘭語：Новоінгулка），是烏克蘭南部的村莊，隸屬尼古拉耶夫州的尼古拉耶夫區。該村始建於1815年，面積1.2平方公里，海拔高度74米，2001年人口704，人口密度每平方公里586.7人。